# 肋间神经痛
肋间神经痛是指肋间神经支配区内的疼痛综合征。原发性者罕见，多为继发性病变。包括胸腔疾病如胸膜炎、肺炎和主动脉瘤等；胸椎及肋骨外伤继发骨枷形成或骨膜炎，胸椎及肋骨肿瘤或畸形，胸髓肿瘤或炎症等；带状疱疹性肋间神经痛，通常在相应肋间可见疱疹，疼痛可出现在疱疹之前，消退之后仍可存在相当长的时间。